# Julia de ambitu
Julia de ambitu va ser un antiga llei romana del temps d'August de les que regulaven l'ambitus, que castigava als que per mitjà del suborn demanaven algun sacerdoci o magistratura a províncies. La multa era de cent aureus i en alguns casos la deportació a una illa.